# Wilhelm Müller (Pädagoge)
Wilhelm Müller (* 30. März 1886 in Malchow; † 16. September 1969) war ein deutscher Pädagoge, Studienrat und Reserveoffizier. Müller stand 15 Jahre lang im Briefwechsel mit Uwe Johnson.

## Leben
Wilhelm Müller studierte u. a. in England, nahm auf deutscher Seite am Ersten Weltkrieg teil und ging 1918 als Leutnant der Reserve ins Zivilleben. Er wurde Gymnasiallehrer u. a. für Englisch. Am Zweiten Weltkrieg nahm er als Aufklärungsflieger beim Zweiten Armeekorps der Wehrmacht teil.
Nach dem Krieg wurde Müller Lehrer am Gymnasium in Güstrow. Hier war er der Englischlehrer des späteren Schriftstellers Uwe Johnson. Später blieb Müller mit Johnson in brieflichem Kontakt.
Die Briefe Müllers an Uwe Johnson beginnen am 12. Januar 1954 und enden am 31. August 1969. Sie befinden sich im Marbacher Literaturarchiv.
Johnson setzte seinem ehemaligen Lehrer und späteren Brieffreund Müller in den „Jahrestagen“ mit der Figur des Dr. Julius Kliefoth ein literarisches Denkmal.
Wilhelm Müllers Asche wurde neben dem Grab seiner im Juli 1946 an Krebs gestorbenen Ehefrau beigesetzt.